# 265-я стрелковая дивизия

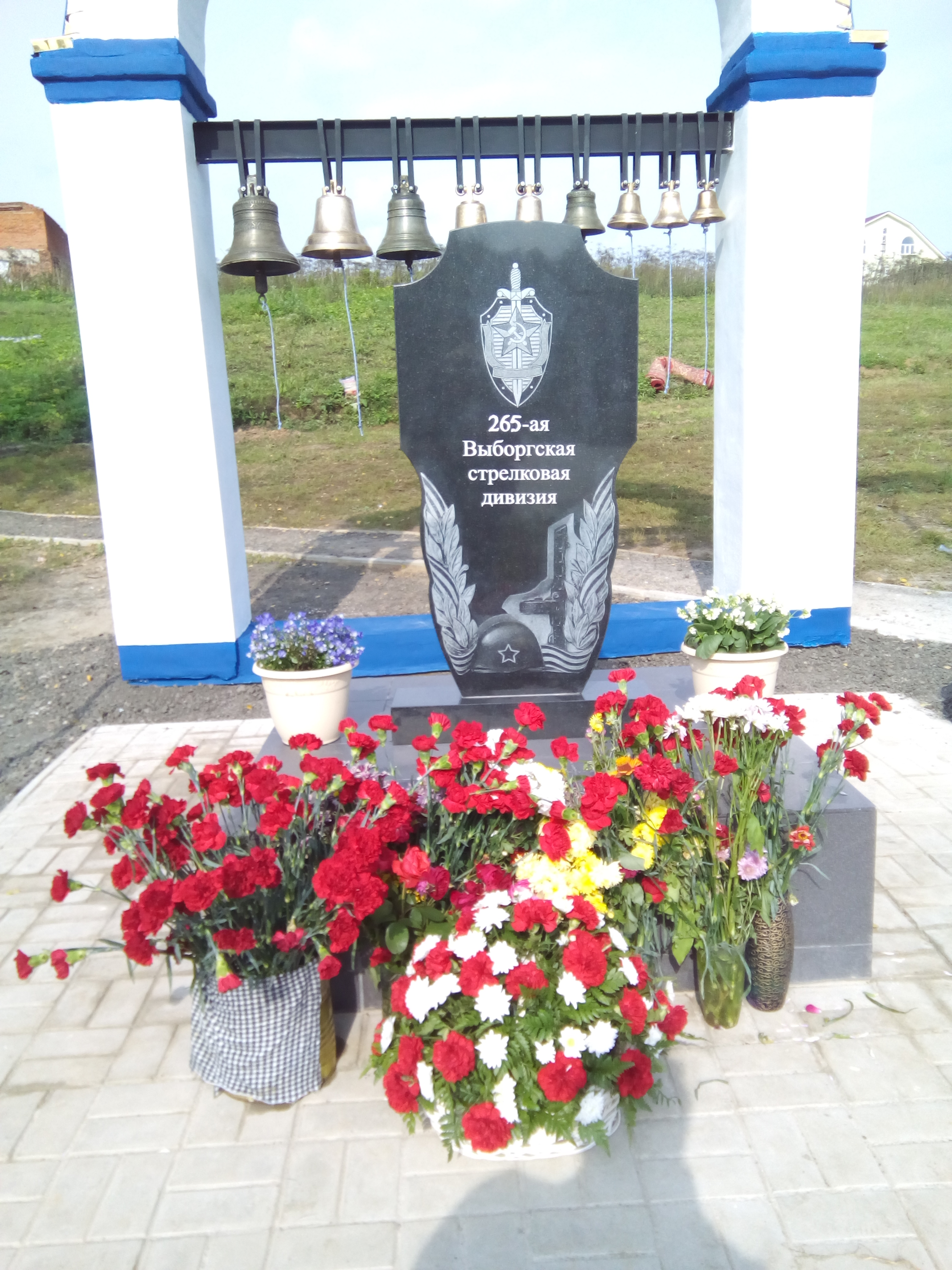
Мемориальный комплекс 265 Выборгской стрелковой дивизии в посёлке Софрино

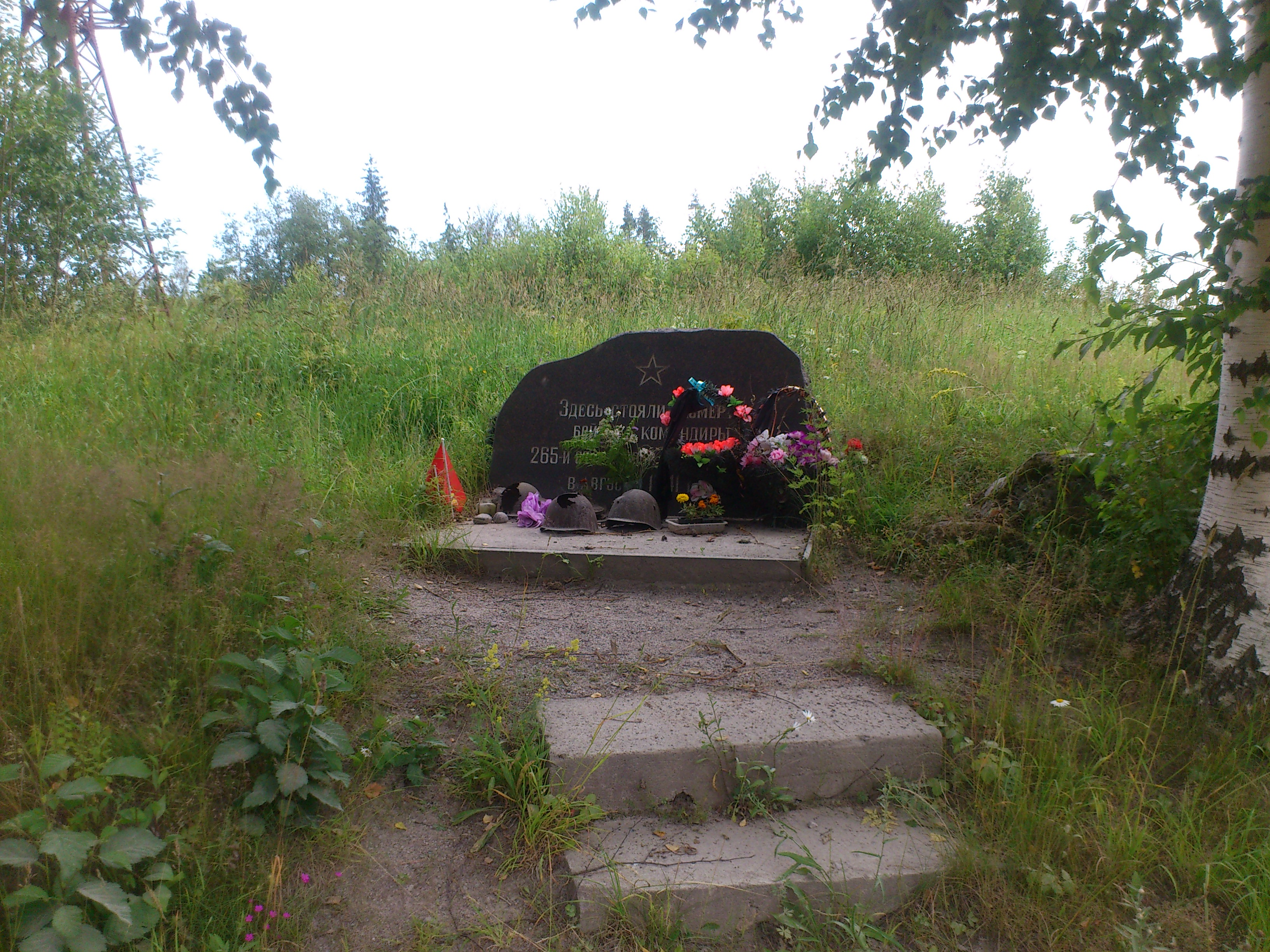
Памятник бойцам 265 сд сражавшимся на Карельском перешейке на дороге Мельниково -Севастьяново.

265-я стрелковая дивизия — тактическое соединение Рабоче-крестьянской Красной армии в Великой Отечественной войне

## История
Сформирована 11.07.1941 года в Московской области (Софрино) вместо планируемой к формированию 17-й горнострелковой дивизии. Формирование дивизии проводилось НКВД СССР и происходило за счёт личного состава НКВД (до 40 % личного состава).
В составе действующей армии с 27.07.1941 по 20.11.1943, с 26.01.1944 по 14.12.1944 и с 31.12.1944 по 09.05.1945 года.
В середине июля 1941 года погружена в эшелоны и направлена на Северный фронт, сначала в район Гатчины, затем с назначением станция Каарлахти, однако была переброшена на выборгское направление. Прибыла к месту разгрузки 06.08.1941 года. На тот момент дивизия имела всего 5539 человек рядового и командного состава — менее 50 % штата, при некомплекте в 5691 человек. Непосредственно с колёс вступила в бой на подступах к Выборгу, 09.08.1941 951-й стрелковый полк отошёл на рубеж Янтула — Коверрила — северная окраина Сайрала, 10.08.1941 с трудом сдерживал атаки противника на широком фронте, а остальные части дивизии 10.08.1941 участвовали в контрударе во фланг финской группировки, наступавшей на Кексгольм, перешли в наступление в 14:00, успеха не имели, поставленную задачу дивизия пыталась выполнить также 11.08.1941, тоже безуспешно и с утра 12.08.1941 перешла к обороне на рубеже Пиисканмяки, высота 45.9, Виртиля, Тохвала, Сайрала, имея задачей не допустить противника в направлении Ряйсяля, Антреа. К 15.08.1941 года попала в окружение, частично вышла. 951-й стрелковый полк, действующий в отрыве от основных сил дивизии 30.08.1941 года включён в состав сводного отряда под командованием командира стрелкового полка майора Краснокутского.
Затем остатки дивизии были сняты с позиций, пополнена (однако не до комплекта) дивизия в Ленинграде, в том числе за счёт добровольцев, представителей интеллигенции Ленинграда, учёных. 18.10.1941 года дивизия прибыла на берег реки Нева, в район Невского пятачка, была переброшена на плацдарм. Участвовала в Синявинской операции 1941 года, пытаясь вести наступление с плацдарма. К ноябрю 1941 года в дивизии осталось 180 человек. Фактически дивизия была разгромлена, как формирование уже не существовала, постоянно пополняясь (по мере возможности) новыми бойцами, участвовала во второй, также неудачной, попытке ноября 1941 года прорыва с пятачка.
В декабре 1941 — январе 1942 года отведена с Невы, пополнена. 5 января 1942 года первые полки дивизии (в частности 941 сп) направлены на Волховский фронт по Дороге жизни по льду Ладожского озера. Дивизия вела бои в р-не д. д. Лодва (ныне не существует). 14.01.1942 941сп 265сд наступает на станцию Старая Малукса с целью её овладения, продвигается вперёд и занимает немецкие траншеи на юго-востоке Лодвинского болота, но дальше продвинуться не может из-за сильного огня противника, ввиду огромных потерь среди личного состава и отсутствия взаимодействия с соседними частями (с 21-й танковой дивизией в частности) и артиллерией. Из донесения командира 941 стелкового полка майора Переверзева № 34 от 15.01.1942г: «21.40. Штаполк — лес, 05 км ю-в д. Лодва. К 13.00 в подразделениях полка осталось: 1 ср. ком-р, 1 политрук и 23 активных штыка», — что свидетельствует о тяжёлых, кровопролитных боях. В феврале дивизия сменила части 21-й танковой дивизии (за счёт мотострелкового полка которой был вновь сформирован 951-й стрелковый полк) вела оборонительные действий до августа 1942 года.
В августе 1942 года, при подготовке к наступлению перед дивизией стояла задача форсировать Чёрную речку и прорвать затем сильно укреплённую оборону противника в районе Тортолово, в последующем — наступать на Мгу с задачей блокировать её с востока и северо-востока.
27.08.1942 года в 06:00 дивизия перешла в наступление в направлении на Тортолово, к 16:00 освободила посёлок, продвинулась к 1-му Эстонскому посёлку, где натолкнулась на мощную оборону, на следующий день освободила и его, продвинувшись на запад от него на 400—500 метров, дивизия попала под сильный артиллерийско-миномётный огонь противника и была вынуждена остановиться, а затем перейти к обороне. Вела ожесточённые бои в течение всего сентября 1942 года, 25.09.1942 года была вынуждена сдать Тортолово, отдельные части были окружены. 28.10.1942 года дивизия перешла к позиционной обороне. В этих боях совместно с дивизией участвовала 5 армейская отдельная штрафная рота 8-й армии
Во время прорыва блокады Ленинграда обеспечивала южный фланг наступающей группировки войск.
После прорыва блокады ведёт боевые действия по обеспечению движения железнодорожных эшелонов с продовольствием и боевой техникой от станции Жихарево к Шлиссельбургу. Летом 1943 года ведёт тяжёлые бои в районе Поречье. В декабре 1943 года она выводится с боевых позиций, сначала на станцию Жихарево, потом под станцию Бологое, в районе станции Куженкино на переформирование и подготовку. В январе 1944 года направлена в район Пскова, наступала на островском направлении, затем перешла к обороне. В мае 1944 года переброшена на Карельский перешеек со станции Дно до Ленинграда, оттуда автомобильным транспортом в район Сестрорецка.
Приняла участие в Выборгской операции и освобождении Выборга, в частности 16.06.1944 в 15:30. 941-й стрелковый полк ворвался в деревню Кирккоярви. Вела боевые действия до конца операции, после чего вновь перебазирована, и принимает участие в Рижской операции в ходе которой участвует в освобождении Тырва 19.09.1944 года. С октября 1944 года базируется в Прибалтике, блокируя курляндскую группировку войск противника. В декабре 1944 года перебазирована в Польшу, восточнее Варшавы, где принимала участие в Варшавско-Познанской операции, будучи введёной вместе с армией во втором эшелоне с Магнушевского плацдарма.
В ходе Восточно-Померанской операции приняла участие в освобождении Лабеса и Вангерина 03.03.1945 года, участвовала в окружении крупной группировки войск противник южнее Шифельбайна, нанесла удар во фланг пытающимся прорваться на северо-запад войскам противника, отразила много ожесточённых атак войск СС.
На непосредственных подступах к Берлину дивизия находилась в резерве, за левым флангом корпуса. Введена в бой уже в самом городе, вела бои на улицах Берлина, непосредственно в правительственных кварталах. 02.05.1945 года приняла капитуляцию берлинского гарнизона войск противника, в результате которой были пленены в том числе полицай-президент города Берлина генерал-лейтенант полиции Герум, начальник охраны имперской канцелярии бригаденфюрер СС Вильгельм Монке, начальник берлинской полиции генерал-майор полиции Хайнбург, начальник санслужбы берлинского гарнизона генерал-майор медицинской службы Шрейберг, руководитель Красного Креста Берлина и провинции Бранденбурга генерал-лейтенант медицинской службы Брекенфельд и командир 18-й моторизованной дивизии генерал-майор Йозеф Раух.
По окончании Великой Отечественной войны дивизия входит в состав Группы советских оккупационных войск в Германии.
265-я стрелковая дивизия преобразована в 119-ю мотострелковую дивизию в 1957 году. В 1965 году возвращён 265-й номер времён войны.
В конце 1980-х 265-я мотострелковая Выборгская дивизия дислоцировалась в Амурской области в составе 35-й общевойсковой армии Дальневосточного военного округа в городе Белогорск-15. 25 октября 1989 переформирована в 5507-ю БХВТ.

## Полное название
265-я стрелковая Выборгская дивизия

## Состав
- 941-й стрелковый полк
- 450-й (946-й) стрелковый полк
- 951-й стрелковый полк (1 формирование до 09.11.1941. 2 формирование с 20.02.1942)
- 798-й (978-й) артиллерийский полк
- 338-я танковая рота (до 09.11.1941)
- 316-й отдельный истребительно-противотанковый дивизион (до 06.11.1941 и с 20.05.1942)
- 363-я зенитная батарея (535-й отдельный зенитный артиллерийский дивизион) (до 25.05.1943)
- 398-й миномётный дивизион (с 10.11.1941 по 05.11.1942)
- 338-я отдельная разведывательная рота (с 18.10.1941)
- 429-й отдельный сапёрный батальон
- 685-й отдельный батальон связи (843-я отдельная рота связи)
- 324-й отдельный медико-санитарный батальон
- 302-я отдельная рота химической защиты
- 54-я автотранспортная рота (506-я автотранспортный батальон)
- 305-я полевая хлебопекарня (356-й полевой автохлебозавод)
- 519-й дивизионный ветеринарный лазарет
- 621-я полевая почтовая станция
- 18-я полевая касса Государственного банка

- управление
- 373-й танковый Двинский ордена Суворова полк (Белогорск-15);
- 212-й мотострелковый полк (с. Черемхово);
- 421-й мотострелковый полк (п. Поздеевка);
- 695-й мотострелковый полк (с. Среднебелая);
- 798-й артиллерийский полк (с. Среднебелая);
- 908-й зенитный артиллерийский полк (п. Поздеевка);
- отдельный ракетный дивизион (с. Среднебелая);
- отдельный противотанковый дивизион (с. Среднебелая);
- 115-й отдельный разведывательный батальон (Белогорск-15);
- отдельный батальон материального обеспечения (Белогорск-15);
- 82-й отдельный ремонтно-восстановительный батальон (п. Поздеевка);
- 201-й инженерно-сапёрный батальон (с. Черемхово);
- 515-й батальон связи (Белогорск-15);
- 381-й медицинский батальон (Белогорск-15);
- отдельная рота химической защиты (Белогорск-15);[3]

## Подчинение
| Дата            | Фронт (округ)           | Армия                      | Корпус                  | Примечания                                  |   |
| --------------- | ----------------------- | -------------------------- | ----------------------- | ------------------------------------------- | - |
| 01.08.1941 года | Северный фронт          | -                          | -                       | -                                           |   |
| 01.09.1941 года | Ленинградский фронт     | 23-я армия                 | 19-й стрелковый корпус  | -                                           |   |
| 01.10.1941 года | Ленинградский фронт     | 23-я армия                 | -                       | -                                           |   |
| 01.11.1941 года | Ленинградский фронт     | Невская оперативная группа | -                       | -                                           |   |
| 01.12.1941 года | Ленинградский фронт     | 8-я армия                  | -                       | -                                           |   |
| 01.01.1942 года | Ленинградский фронт     | -                          | -                       | -                                           |   |
| 01.02.1942 года | Ленинградский фронт     | 8-я армия                  | -                       | -                                           |   |
| 01.03.1942 года | Ленинградский фронт     | 8-я армия                  | -                       | -                                           |   |
| 01.04.1942 года | Ленинградский фронт     | 8-я армия                  | -                       | -                                           |   |
| 01.05.1942 года | Ленинградский фронт     | 8-я армия                  | -                       | -                                           |   |
| 01.06.1942 года | Ленинградский фронт     | 8-я армия                  | -                       | -                                           |   |
| 01.07.1942 года | Волховский фронт        | 8-я армия                  | -                       | -                                           |   |
| 01.08.1942 года | Волховский фронт        | 8-я армия                  | -                       | -                                           |   |
| 01.09.1942 года | Волховский фронт        | 8-я армия                  | -                       | -                                           |   |
| 01.10.1942 года | Волховский фронт        | 8-я армия                  | -                       | -                                           |   |
| 01.11.1942 года | Волховский фронт        | 8-я армия                  | -                       | -                                           |   |
| 01.12.1942 года | Волховский фронт        | 8-я армия                  | -                       | -                                           |   |
| 01.01.1943 года | Волховский фронт        | 8-я армия                  | -                       | -                                           |   |
| 01.02.1943 года | Волховский фронт        | 8-я армия                  | -                       | -                                           |   |
| 01.03.1943 года | Волховский фронт        | 8-я армия                  | -                       | -                                           |   |
| 01.04.1943 года | Волховский фронт        | 8-я армия                  | -                       | -                                           |   |
| 01.05.1943 года | Волховский фронт        | 8-я армия                  | -                       | -                                           |   |
| 01.06.1943 года | Волховский фронт        | 8-я армия                  | -                       | -                                           |   |
| 01.07.1943 года | Волховский фронт        | 8-я армия                  | -                       | -                                           |   |
| 01.08.1943 года | Волховский фронт        | 8-я армия                  | -                       | -                                           |   |
| 01.09.1943 года | Волховский фронт        | 8-я армия                  | -                       | -                                           |   |
| 01.10.1943 года | Волховский фронт        | 8-я армия                  | -                       | -                                           |   |
| 01.11.1943 года | Волховский фронт        | 8-я армия                  | -                       | -                                           |   |
| 01.12.1943 года | Резерв Ставки ВГК       | 21-я армия                 | 99-й стрелковый корпус  | -                                           |   |
| 01.01.1944 года | Резерв Ставки ВГК       | 21-я армия                 | 99-й стрелковый корпус  | -                                           |   |
| 01.02.1944 года | Волховский фронт        | 8-я армия                  | 99-й стрелковый корпус  |                                             |   |
| 01.03.1944 года | Ленинградский фронт     | 54-я армия                 | 99-й стрелковый корпус  | -                                           |   |
| 01.04.1944 года | Ленинградский фронт     | -                          | 116-й стрелковый корпус | -                                           |   |
| 01.05.1944 года | 3-й Прибалтийский фронт | -                          | -                       | -                                           |   |
| 01.06.1944 года | 3-й Прибалтийский фронт | 67-я армия                 | 110-й стрелковый корпус | -                                           |   |
| 01.07.1944 года | Ленинградский фронт     | 21-я армия                 | 110-й стрелковый корпус | -                                           |   |
| 01.08.1944 года | Ленинградский фронт     | -                          | 110-й стрелковый корпус | -                                           |   |
| 01.09.1944 года | 3-й Прибалтийский фронт | -                          | -                       | -                                           |   |
| 01.10.1944 года | 3-й Прибалтийский фронт | -                          | -                       | -                                           |   |
| 01.11.1944 года | 2-й Прибалтийский фронт | 3-я ударная армия          | 7-й стрелковый корпус   | -                                           |   |
| 01.12.1944 года | 2-й Прибалтийский фронт | 3-я ударная армия          | 7-й стрелковый корпус   |                                             |   |
| 01.01.1945 года | 1-й Белорусский фронт   | 3-я ударная армия          | 7-й стрелковый корпус   | c 11.12.1944 по 07.01.1945 в резерве фронта |   |
| 01.02.1945 года | 1-й Белорусский фронт   | 3-я ударная армия          | 7-й стрелковый корпус   | -                                           |   |
| 01.03.1945 года | 1-й Белорусский фронт   | 3-я ударная армия          | 7-й стрелковый корпус   | -                                           |   |
| 01.04.1945 года | 1-й Белорусский фронт   | 3-я ударная армия          | 7-й стрелковый корпус   | -                                           |   |
| 01.05.1945 года | 1-й Украинский фронт    | 1-й Белорусский фронт      | 3-я ударная армия       | 7-й стрелковый корпус                       | - |

## Командиры
- Кирзимов, Александр Ильич (июль 1941 — 24.08.1941), генерал-майор
- Прытков, Иван Степанович (26.08.1941 — 22.10.1941), майор
- Буховец, Георгий Клементьевич (23.10.1941 — 07.12.1941), генерал-майор
- Ермаков, Яков Степанович (08.12.1941 — 25.06.1942), полковник
- Ушинский, Борис Николаевич (26.06.1942 — 26.06.1942), полковник
- Переверзев, Евгений Никандрович (27.06.1942 — 12.08.1942), полковник
- Ушинский, Борис Николаевич (14.08.1942 — 23.02.1944), полковник
- Андреев, Фёдор Изотович (24.02.1944 — 27.09.1944), полковник
- Красильников, Даниил Ефимович (28.09.1944 — 07.1945), генерал-майор
- Шульга, Василий Павлович (07.1945 — 01.1946), генерал-майор[4]

## Награды и наименования
| Награда (наименование)             | Дата             | За что награждена |
| ---------------------------------- | ---------------- | --- |
| почетное наименование «Выборгская» | 2 июля 1944 года | присвоено приказом Верховного Главнокомандующего № 0173 от 2 июля 1944 года за отличие в боях при прорыве линии Маннергейма и овладении городом и крепостью Выборг |

Награды частей дивизии:
- 941-й стрелковый ордена Суворова[5] полк
- 450-й стрелковый ордена Суворова[5] полк
- 951-й стрелковый ордена Суворова[5]полк
- 798-й артиллерийский ордена Кутузова[5] полк
- 316-й отдельный истребительно-противотанковый ордена Александра Невского[5] дивизион

## Отличившиеся воины дивизии
| Награда | Ф. И. О.                       | Должность                                              | Звание          | Дата награждения                 | Примечания                                                  |
| ------- | ------------------------------ | ------------------------------------------------------ | --------------- | -------------------------------- | ----------------------------------------------------------- |
|         | Кислицын, Егор Афанасьевич     | Стрелок 951-го стрелкового полка                       | красноармеец    | 06.08.1942                       | награжден орденом Славы III степени.                        |
|         | Бородакий, Андроник Демьянович | Стрелок 941-го стрелкового полка                       | красноармеец    | 19.03.1945 03.05.1945 26.05.1945 | перенагражден орденом Славы I степени 19 августа 1955 года. |
|         | Данилов, Павел Фёдорович       | Стрелок 450-го стрелкового полка                       | красноармеец    | 24.03.1945                       |                                                             |
|         | Денисов, Пётр Васильевич       | Командир орудия 798-го артиллерийского полка           | сержант         | 22.06.1944 11.04.1945 15.05.1946 |                                                             |
|         | Орлов, Александр Васильевич    | Разведчик 338-й отдельной разведывательной роты        | младший сержант | 26.06.1944 26.10.1944 31.05.1945 |                                                             |
|         | Павловский, Николай Васильевич | командир отделения разведки 798 артиллерийского полка. | сержант         | 15.05.1946                       |                                                             |
|         | Соловьёв, Пётр Васильевич      | Командир дивизиона 798-го артиллерийского полка        | капитан         | 31.05.1945                       |                                                             |

## Интересные факты
- Первое боевое применение танков PZ-VI Тигр в сентябре 1942 года произошло на рубеже обороны именно этой дивизии в районе посёлка 1-й Эстонский.
- В дивизии воевал один из немногих в рядах РККА кубинцев, Альдо Виво, погибший на Невском пятачке.